# 除霜
除霜是一些冷凍或空調設備中的機能，是針對特定會凝結水氣的低溫設備，使其溫度上昇，大於零度，讓設備上凝固的霜可以熔化。
像冰箱中會定期的進行除霜的程序，以維持正常機能。在冰箱使用中，若冰箱門經常開關，經常有外界的空氣進入冰箱內，空氣中的水蒸气會凝結在冷卻元件上，若溫度更低，會在冷卻元件上結霜。
冷氣、除濕機等空調設備也會有除霜功能。

## 冰箱的除霜

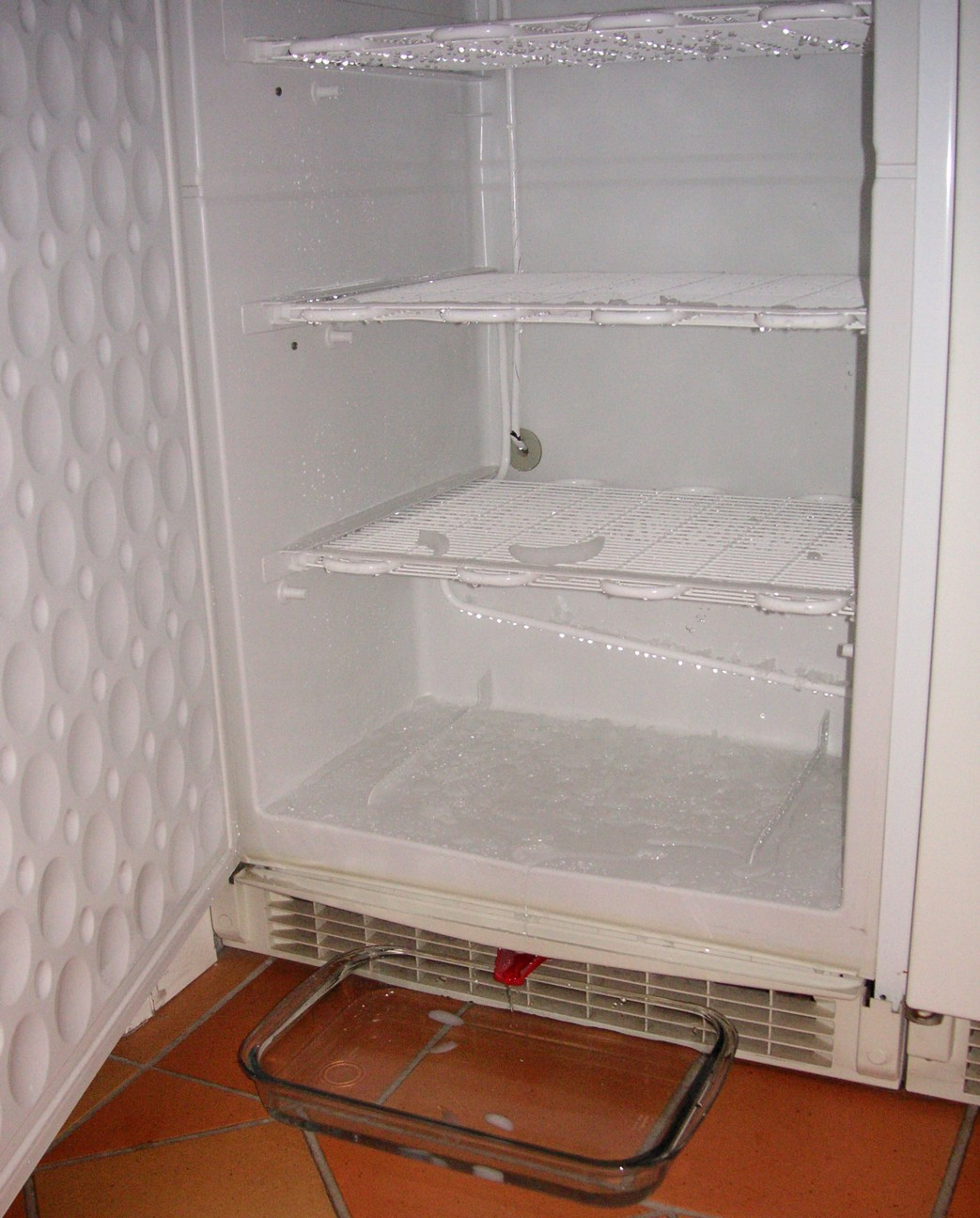
冰箱的除霜

所產生的霜會使熱傳導效率變差，增加耗電量。而且，產生的霜會佔據冰箱內的體積，進而減少食物儲藏空間。
手動的除霜方式是將冰箱內的物品取出，關閉冰箱電源，並將冰箱門打開，使其溫度慢慢昇高，並且使結冰熔化成水，之後流出。新型的冰箱有自動除霜功能，正常使用下，多半不需要人工除霜。